# Teloceras blagdeni
Espèce
Teloceras blagdeni est une espèce fossile d'ammonites involutes et cadicônes de la famille des Stephanoceratidae, datant du Bajocien inférieur, soit il y a environ entre 170 Ma.

## Historique
L'espèce Teloceras blagdeni est décrite en 1818 par le paléontologue malacologiste George Brettingham Sowerby I

### Fossiles
Selon Paleobiology Database en 2025, une seule collection référencée de fossiles est notée. Cette collection est de l'Humphresianum, un âge géologique  du Bajocien inférieur, du Jurassique moyen, c'est-à-dire de 170,9 à 168,6 Ma avant notre ère.

### Répartition
Elle est connue en Europe : Pologne, France (Normandie), Angleterre (Dorset), Allemagne (Basse-Saxe), etc.
Cette ammonite est l'espèce index de la « sous-zone à Blagdeni » située au sommet de la « zone à Humphriesianum », elle-même au toit du Bajocien inférieur. Cette sous-zone se subdivise en deux horizons, de bas en haut, l'horizon à Teloceras dubium et celui à Teloceras coronatum.